# Сахсабай
Сахсабай (рос. Сахсабай) — село Усть-Коксинського району, Республіка Алтай Росії. Входить до складу Огньовського сільського поселення.
Населення — 18 осіб (2015 рік).